# Färdkvalitet
Med färdkvalitet menas hur bra ett vägfordon isolerar resenärerna från vägojämnheter, eller från terrängen vid off-road körning. En bil som ger bra färdkvalitet är alltså komfortabel att åka i. Fordon som skakar och slamrar av minsta vägojämnhet anses ge dålig färdkvalitet.
Bra förarkomfort är mer än en fråga om lyxbetonad bekvämlighet; det är också en viktig trafiksäkerhetsaspekt. Detta beror dels på att obekväma fordon kan ge förarutmattning vid långkörning, dels på att vägskador kan påverka förarens förmåga att hantera fordonet.
Fordonstillverkare betraktar ofta kravet på bra färdkvalitet som att man måste ge avkall på köregenskaper, eftersom obekvämare fordon med styvare fjädrar och dämpare ger bättre krängstyvhet och är därmed bättre på att hålla däcken vinkelrätt mot vägbanan. På liknande sätt är en låg tyngdpunkt viktigt för köregenskaperna, medan det lämnar ont om vertikalt utrymme för att isolera förare och passagerare från gupp.
De första bilar som tillverkades var både obekväma och svårkörda.
Med tiden har man lyckats bygga bilar som både är bekväma och lättkörda, så som Citroën Xantia Activa. Man har även lyckats bygga bilar med utmärkta köregenskaper och rimlig komfort, så som BMW 5-serie.
Modern teknik är inte enda sättet att uppnå färdkvalitet - massiv tyngd tillsammans med mycket mjuk fjädring är också ett sätt - vilket demonstrerats genom slagskepp som Rolls-Royce Silver Cloud och flera Cadillacmodeller under 1950- och 1960-talen. Nackdelen med denna lösning är att tyngd bidrar till hög drivmedelsförbrukning. Av ekonomiska och miljömässiga skäl är tunga bilar ingen lösning för medelsvenssons. 
Även tung last påverkar färdkvaliteten. Många tunga lastfordon är utformade för att gå med tung nyttolast utan att niga. Därför är de mycket obekväma att åka i när de är olastade; i synnerhet bakhjulen tenderar att få en mycket stötig gång i olastat skick. Personbilar kan ha nivåregleringssystem för att motverka denna effekt.
Kvaliteten på vägbyggnation och vägunderhåll har en direkt och mycket stor inverkan på färdkvaliteten. I områden där vägarna är jämna (Stockholm och Skåne), åker passagerarna bekvämt även i en styvt fjädrad bil som är optimerad för bästa köregenskaper. Vägverket laserskannar vägnätets skick med Profilograf mätbilar. I Vägverkets Region Norr samt Region Sydöst laserskannas även nylagda beläggningar regelmässigt, vilket har medfört att vägentreprenörerna där skärpt kvaliteten. I Vägverkets fem övriga regioner utnyttjas inte laserskanning systematiskt, vilket gör att man där kan få onödigt ojämna nya beläggningar.
Det engelska uttrycket för färdkvalitet är Ride Quality.

## Mätning
Mätning avser färdvibrationens acceleration och analyseras som glidande effektivvärde. Detta gör det möjligt att granska de kraftigaste stötarna. Färdvibrationen kan endera mätas direkt på sits i fordon eller beräknas utifrån laserskannade vägojämnhetsprofiler, via en datorbaserad responsmodell av aktuellt fordon.